# Pakipaki
Pakipaki  est un village et une communauté rurale du district de Hastings dans la région de la Hawke's Bay dans l’ Île du Sud de la Nouvelle-Zélande.

## Situation
Elle est localisée à l’intersection de la route State Highway 2/S H 2 (en) et de la route State Highway 50/S H 50A (en), au sud-ouest de la ville d’ Hastings et celle d’Havelock North.

Maison de rencontre de Mihiroa au niveau du marae de Ngati Mihiroa Marae

## Installations
La communauté a  trois marae des Ngāti Kahungunu :
- Houngarea Marae et sa maison de rencontre est un lieu de rassemblement des Ngāti Ngarengare (en), Ngāti Papatuamāro (en), des Ngāti Tamaterā (en) et des  Ngāti Te Rehunga (en).
- Mihiroa Marae et sa maison de rencontre est un lieu de rassemblement des Ngāti Mihiroa (en).
- Taraia Marae et sa maison de rencontre correspondante est le lieu de rassemblement des Ngāti Hōtoa (en) et des  Ngāti Taraia (en)[1] ,[2].

## Éducation
- « Te Kura o Pakipaki » est une école primaire, mixte, publique[3] avec un effectif de 33 élèves en mars 2020[4].